# Премеру, Марин
Марин Премеру (хорв. Marin Premeru; род. 29 августа 1990, Риека) — хорватский легкоатлет, специалист по толканию ядра и метанию диска. Выступает за сборную Хорватии по лёгкой атлетике с 2006 года, обладатель серебряной медали Средиземноморских игр, призёр юношеских и юниорских мировых первенств, обладатель Кубка Европы по зимним метаниям в молодёжной категории, многократный победитель и призёр первенств национального значения.

## Биография
Марин Премеру родился 29 августа 1990 года в городе Риека, Хорватия.
Занимался лёгкой атлетикой под руководством Ивана Иванчича.
Впервые заявил о себе на международном уровне в сезоне 2006 года, когда вошёл в состав хорватской национальной сборной и выступил на юниорском мировом первенстве в Пекине, где метал диск и толкал ядро.
В 2007 году в тех же дисциплинах выиграл серебряные медали на юношеском мировом первенстве в Остраве. Отметился выступлением на чемпионате Европы среди юниоров в Хенгело.
В 2008 году на юниорском мировом первенстве в Быдгоще взял бронзу в толкании ядра и получил серебро в метании диска. По итогам сезона был удостоен Награды Дражена Петровича, вручаемой самому талантливому молодому спортсмену по версии Олимпийского комитета Хорватии.
На юниорском европейском первенстве 2009 года в Нови-Саде стал бронзовым призёром в зачёте метания диска.
В 2010 году в метании диска выиграл серебряную медаль в молодёжной категории на Кубке Европы по зимним метаниям в Арле, стартовал на чемпионате Европы в Барселоне.
На Кубке Европы по зимним метаниям 2011 года в Софии завоевал бронзовые награды в толкании ядра и метании диска среди молодёжи, тогда как на молодёжном европейском первенстве в Остраве стал бронзовым призёром среди толкателей ядра и показал четвёртый результат среди метателей диска.
В 2012 году в толкании ядра победил в молодёжной категории на Кубке Европы по зимним метаниям в Баре, участвовал в чемпионате Европы в Хельсинки.
В 2013 году выиграл серебряную медаль на Средиземноморских играх в Мерсине, толкал ядро на чемпионате Европы в помещении в Гётеборге и на чемпионате мира в Москве.
В 2014 году в толкании ядра выступил на чемпионате Европы в Цюрихе.
В 2015 году принял участие в чемпионате мира в Пекине, толкнул ядро на 19,33 метра и в финал не вышел.
В 2016 году Премеру провалил допинг-тест — его проба показала наличие гормона роста GHRP-2. В итоге спортмена отстранили от участия в соревнованиях на 4 года.
По окончании срока дисквалификации в 2020 году Марин Премеру возобновил спортивную карьеру.